# Tupolev ANT-41
Tupolev ANT-41 là một mẫu thử máy bay ném bom ngư lôi hai động cơ của Liên Xô trong thập niên 1930.

## Tính năng kỹ chiến thuật
Dữ liệu lấy từ Tupolev: The Man and His Aircraft
Đặc tính tổng quan
- Kíp lái: 4
- Chiều dài: 15,54 m (51 ft 0 in)
- Sải cánh: 25,73 m (84 ft 5 in)
- Chiều cao: 3,86 m (12 ft 8 in)
- Diện tích cánh: 88,94 m2 (957,3 foot vuông)
- Trọng lượng rỗng: 5.846 kg (12.888 lb)
- Trọng lượng có tải: 8.925 kg (19.676 lb)
- Động cơ: 2 × Mikulin AM-34 FRNV , 951 kW (1.275 hp)  mỗi chiếc [2]

Hiệu suất bay
- Vận tốc cực đại: 435 km/h (270 mph; 235 kn)
- Tầm bay: 4.200 km (2.610 mi; 2.268 nmi)
- Trần bay: 9.500 m (31.168 ft)

Vũ khí trang bị

- Súng: 2 × 12,7 mm súng máy ShVAK và 1 × 20 mm pháo ShVAK[2]
- Bom: 2× ngư lôi hoặc 2.000 kg (4.400 lb) bom[2]